# Покрышкино (Мордовия)
 Покрышкино  — деревня в Ромодановском районе Мордовии в составе Анненковского сельского поселения. 

## География
Находится на расстоянии примерно 10 километров по прямой на юго-запад от районного центра поселка Ромоданово.

## История
Учтена была в 1869 году как владельческая деревня Саранского уезда Пензенской губернии из 53 дворов, название связано с бывшим владельцем подьячим Андреем Покрышкиным, упоминаемым в документе 1675 года. 

## Население
Постоянное население составляло 42 человека (русские 93%) в 2002 году, 47 в 2010 году .